# Bienes comunes digitales
Los bienes comunes digitales son una forma de commons que involucran la distribución y la propiedad comunal de recursos informativos y tecnología. Los recursos suelen estar diseñados para ser utilizados por la comunidad por la cual se crean. Los ejemplos de los bienes comunes digitales incluyen wikis, software de código abierto y licencias de código abierto. La distinción entre bienes comunes digitales y otros recursos digitales es que la comunidad de personas que los construyen puede intervenir en el gobierno de sus procesos de interacción y de sus recursos compartidos.
La comunidad digital proporciona a la comunidad un acceso gratuito y fácil a la información. Por lo general, la información creada en los bienes comunes digitales está diseñada para permanecer en los bienes comunes digitales mediante el uso de varias formas de licencias, incluida la GNU General Public License y varias licencias de Creative Commons.

## Desarrollo temprano
Uno de los primeros ejemplos de bienes comunes digitales es el movimiento del Software Libre, fundado en la década de 1980 por Richard Stallman como un intento organizado de crear un dominio común de software digital. Inspirado en la cultura de programación de los años 70 de mejorar el software a través de la ayuda mutua, el movimiento de Stallman fue diseñado para fomentar el uso y la distribución de software libre.
Para evitar el uso indebido del software creado por el movimiento, Stallman fundó la GNU General Public License. El software gratuito publicado bajo esta licencia, incluso si se mejora o modifica, también debe lanzarse bajo la misma licencia, lo que garantiza que el software permanezca en la propiedad digital, de uso gratuito.

## En la actualidad
Hoy en día, los bienes comunes digitales toman la forma de Internet. Con internet, llegan nuevas y radicales formas de compartir información y software, lo que permite el rápido crecimiento de los bienes digitales al nivel que disfrutamos hoy. Las personas y las organizaciones pueden compartir su software, fotos, información general e ideas de manera extremadamente sencilla gracias a la propiedad digital.
Mayo Fuster Morell propuso una definición de bienes comunes digitales como "recursos de información y conocimiento que se crean colectivamente y son propiedad o compartidos entre una comunidad y que tienden a ser no exclusivos, es decir, estar (generalmente en forma gratuita) a disposición de terceros. Por lo tanto, están orientados a favorecer el uso y la reutilización, en lugar de intercambiar como una mercancía. Además, la comunidad de personas que los construyen puede intervenir en el manejo de sus procesos de interacción y de sus recursos compartidos".
La Foundation for P2P Alternatives apunta explícitamente a "crea un nuevo dominio público, un bien común de información, que debe ser protegido y extendido, especialmente en el dominio de la creación de conocimiento común" y promueve activamente la extensión de las licencias de Creative Commons.
A la luz de Zero Marginal Cost Society, la transición Commons y la transición a una propiedad digital en particular, parece ser inevitable. Los críticos observan la tensión entre contribuir a lo digital, que es fundamentalmente abundante, y ganarse la vida, que se basa en la escasez.

## Ejemplos modernos

### Creative Commons
Creative Commons (CC) es una organización sin fines de lucro que proporciona muchas licencias gratuitas de derechos de autor con las que los contribuyentes a los bienes comunes digitales pueden licenciar su trabajo. Creative Commons se centra en la expansión de los derechos de autor flexibles. Por ejemplo, los sitios populares para compartir imágenes, como Flickr y Pixabay, brindan acceso a cientos de millones de imágenes con licencia de Creative Commons, disponibles de forma gratuita dentro de los bienes comunes digitales.
Los creadores de contenido en los comunes digitales pueden elegir el tipo de licencia de Creative Commons para aplicar a sus trabajos, que especifica los tipos de derechos disponibles para otros usuarios. Normalmente, las licencias de Creative Commons se utilizan para restringir el trabajo a un uso no comercial.

### Wikis
Las wikis son una gran contribución a los bienes comunes digitales, ya que brindan información y permiten a los miembros de la comunidad crear y editar contenido. A través de los wikis, el conocimiento se puede agrupar y compilar, generando una gran cantidad de información que la comunidad puede extraer.[cita requerida]

### Repositorios de software públicos
Siguiendo el espíritu del movimiento de Software Libre, los repositorios de software públicos son un sistema en el que las comunidades pueden trabajar juntas en proyectos de software de código abierto, generalmente a través de sistemas de control de versiones como Git y Subversion. Los repositorios públicos de software permiten que las personas realicen contribuciones al mismo proyecto, lo que permite que el proyecto crezca más que la suma de sus partes. Una plataforma popular que alberga repositorios de software públicos y de código abierto es GitHub.[cita requerida]

### Dominios de nivel superior de una ciudad
Los dominios de nivel superior o TLD son recursos de Internet que facilitan la búsqueda de computadoras numeradas en Internet. El TLD más grande y familiar es .com. A partir de 2012, ICANN, el acceso de control sin fines de lucro de California al Sistema de Nombres de Dominio (DNS), comenzó a emitir nombres a las ciudades. Un detalle de algunos nombres de campos comunes dentro del dominio de nivel superior .nyc incluye nombres de la vecindad, nombres relacionados con los votantes, y nombres cívicos.